# Balawaste
Balawaste é um sítio arqueológico na parte oriental do oásis de Hotan, perto da vila de Domoko, no braço sul da Rota da Seda. Incluía uma pequena sala, um curral de animais e um santuário budista.
Foi escavado por Sir Mark Aurel Stein em sua segunda expedição na Ásia Central entre 1906 e 1908. Stein datou o local por volta de 600 dC, com base no estilo de roupas das figuras budistas.